# فيكتوريا روجرز
فيكتوريا روجرز (بالإنجليزية: Victoria Rogers)‏ هي لاعب كرة مضرب أمريكية، ولدت في 27 أغسطس 1949.

## وصلات خارجية
- فيكتوريا روجرز على موقع رابطة محترفات التنس (الإنجليزية)
- فيكتوريا روجرز على موقع الاتحاد الدولي لكرة المضرب (الإنجليزية)
- فيكتوريا روجرز على موقع خلاصة التنس.كوم (الإنجليزية)